# Kanton Forbach
Der Kanton Forbach ist seit 1984 ein französischer Wahlkreis im Arrondissement Forbach-Boulay-Moselle, im Département Moselle und in der Region Grand Est (bis 2015 Lothringen).

## Geschichte
Der Kanton entstand am 24. Dezember 1984 aus Teilen der damaligen Kantone Forbach-I und Forbach-II. Bis 2015 gehörten nur Teile der Gemeinde Forbach zum Kanton Forbach. Mit der Neuordnung der Kantone in Frankreich stieg die Zahl der Gemeinden 2015 auf 7. Zum bisherigen Gebiet kamen noch die restlichen Gemeindeteile der Stadt Forbach, Cocheren, Morsbach, Œting und Rosbruck aus dem bisherigen Kanton Behren-lès-Forbach sowie Petite-Rosselle und Schœneck aus dem bisherigen Kanton Stiring-Wendel hinzu.

## Geografie
Der Kanton liegt in der Nordhälfte des Départements Moselle an der Grenze zu Deutschland.

## Gemeinden
Der Kanton besteht aus sieben Gemeinden mit insgesamt 39.103 Einwohnern (Stand: 1. Januar 2022) auf einer Gesamtfläche von 41,94 km²:
| Gemeinde        | Mundart Patois  | Deutsch      | Einwohner (2022) | Fläche (km²) | Code postal | Code Insee |
| --------------- | --------------- | ------------ | ---------------- | ------------ | ----------- | ---------- |
| Cocheren        | Kochere/Kuchern | Kochern      | 3.351            | 5,62         | 57800       | 57144      |
| Forbach         | Fuerboch        | Forbach      | 21.111           | 16,32        | 57600       | 57227      |
| Morsbach        | Morschbach      | Morsbach     | 2.657            | 5,09         | 57600       | 57484      |
| Œting           | Ëttinge/Edinge  | Ötingen      | 2.636            | 4,39         | 57600       | 57521      |
| Petite-Rosselle | Klän Rossle     | Kleinrosseln | 6.176            | 5,05         | 57540       | 57537      |
| Rosbruck        | Rossbrigg       | Rossbrücken  | 730              | 1,41         | 57800       | 57596      |
| Schœneck        | Schëneck        | Schöneck(en) | 2.442            | 4,06         | 57350       | 57638      |
| Kanton Forbach  | Fuerboch        | Forbach      | 39.103           | 41,94        | -           | -          |

Bis zur landesweiten Neuordnung der französischen Kantone im März 2015 gehörten zum Kanton Forbach nur die gleichnamige Gemeinde. Sein Zuschnitt entsprach einer Fläche von 16,32 km2. Er besaß vor 2015 einen anderen INSEE-Code als heute, nämlich 5712.

## Bevölkerungsentwicklung des alten Kantons
| 1962   | 1968   | 1975   | 1982   | 1990   | 1999   | 2006   | 2012   |
| ------ | ------ | ------ | ------ | ------ | ------ | ------ | ------ |
| 21.704 | 23.120 | 25.244 | 27.187 | 27.076 | 22.807 | 22.432 | 21.475 |

## Politik
Im 1. Wahlgang am 22. März 2015 erreichte keines der vier Kandidatenpaare die absolute Mehrheit. Bei der Stichwahl am 29. März 2015 gewann das Gespann Carmen Diligent/Gilbert Schuh (beide UD) gegen Patricia Corbisez/Eric Vilain (beide FN) mit einem Stimmenanteil von 53,89 % (Wahlbeteiligung:38,34 %).
Seit 1984 hatte der Kanton folgende Abgeordnete im Rat des Départements:
| Vertreter im conseil général (1) des Départements | Vertreter im conseil général (1) des Départements | Vertreter im conseil général (1) des Départements            |
| Amtszeit                                          | Name                                              | Partei                                                       |
| ------------------------------------------------- | ------------------------------------------------- | ------------------------------------------------------------ |
| 1984–1989                                         | Jean-Éric Bousch                                  | RPR                                                          |
| 1989–1998                                         | Louis Houpert                                     | der RPR nahestehend                                          |
| 1998–2004                                         | Charles Stirnweiss                                | UDF, danach UMP                                              |
| 2004–2012                                         | Laurent Kalinowski                                | PS                                                           |
| 2012–2015                                         | Marie-Antoinette Gérolt                           | PS                                                           |
| 2015–                                             | Carmen Diligent Gilbert Schuh                     | Union de la Droite, danach LR Union de la Droite, danach UDI |

(1) seit 2015 Departementrat